# ドナルドの卵騒動
『ドナルドの卵騒動』（ドナルドのたまごそうどう、原題：The Golden Eggs）は、ウォルト・ディズニー・プロダクション（現：ウォルト・ディズニー・カンパニー）が製作した1941年3月7日公開のアニメーション短編映画作品。ドナルドダック・シリーズの第28作である。

## あらすじ
新聞で卵の価格が上がっていることを知ったドナルドは、一儲けしようと卵を大量に集める。
しかし、運悪く雄鶏と出会ってしまい・・・。

## スタッフ
- 製作：ウォルト・ディズニー
- 脚本：ジャック・ハンナ
- 監督：ウィルフレッド・ジャクソン

## キャスト
| キャラクター   | 原語版               | 旧吹き替え版 | 新吹き替え版 |
| -------------- | -------------------- | ------------ | ------------ |
| ドナルドダック | クラレンス・ナッシュ | 関時男       | 山寺宏一     |
| ナレーター     | -                    | 江原正士     | -            |

## 日本での公開

### 収録
- 『ドナルドダック・クロニクル Vol.1 限定保存版』（DVD、ブエナ・ビスタ・ホーム・エンターテイメント、新吹き替え版）